# Forte de Vizianagaram
O Forte de Vizianagaram é uma fortaleza do começo do século XVIII localizado na cidade de Vizianagaram, no nordeste de Andhra Pradesh, sul da Índia. Foi erguido por Vijaya Rama Raju, o marajá de Vizianagaram em 1713.

## Localização
O forte está situado em Vizianagaram (na língua telugu significa: "a cidade da vitória") a cerca de 18 km de distância da Baía de Bengala. Fica a 40 quilômetros a noroeste de Visakhapatnam.

## História

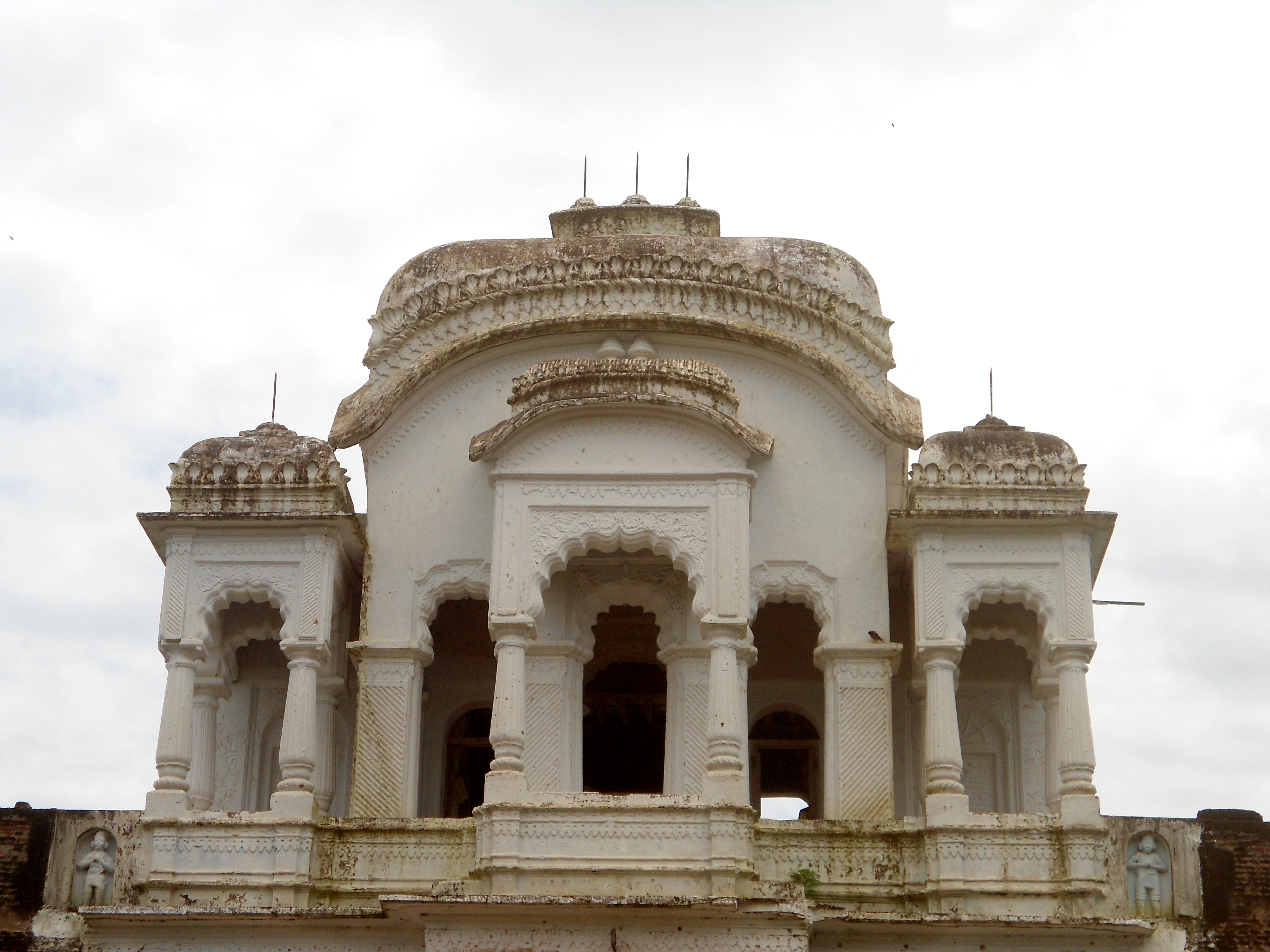
Entrada Oeste do forte.

O Forte de Vizianagaram foi construído em 1713 em um local onde cinco vijayas (língua telugu significando: "sinais de vitória") deveriam estar presentes. É nomeado em homenagem ao seu fundador Maharaja Vijay Ram Raju, também conhecido como Ananda Raju I (1671-1717), o Marajá de Vizianagaram. O local para o forte foi sugerido aos marajás por um santo muçulmano, Mahabub Valli, que estava fazendo penitência naquela floresta. A data auspiciosa escolhida para a cerimônia de fundação correspondeu, de acordo com o calendário hindu, ao ano conhecido como Vijaya no décimo dia do Vijaya Dasami, quando o Festival das Dassara é geralmente realizado no país. Foi também uma terça-feira, o que significa Jayavaram ("dia da vitória") em Telugu.